# Brauerei Frankenheim
Vous pouvez aider à l'améliorer ou bien discuter des problèmes sur sa page de discussion.
- Il ne cite pas suffisamment ses sources. Vous pouvez indiquer les passages à sourcer avec {{référence nécessaire}} ou {{Référence souhaitée}}, et inclure les références utiles en les liant aux notes de bas de page. (Marqué depuis avril 2021)
- Il contient une ou plusieurs listes. Le texte gagnerait à être rédigé sous la forme d’un ou plusieurs paragraphes synthétiques, afin d’être plus agréable à lire. (Marqué depuis avril 2021)

- Archive Wikiwix
- Bing
- Cairn
- DuckDuckGo
- E. Universalis
- Gallica
- Google
- G. Books
- G. News
- G. Scholar
- Persée
- Qwant
- (zh) Baidu
- (ru) Yandex
- (wd) trouver des œuvres sur Wikidata

La Düsseldorfer Privatbrauerei Frankenheim GmbH & Co. KG est une brasserie à Düsseldorf.
La société a pour propriétaire majoritaire Warsteiner depuis 2005 et n’est utilisée comme marque de bière que depuis 2009.

## Histoire
La brasserie privée Frankenheim est fondée en 1873 par Heinrich Frankenheim à Düsseldorf. Pendant plus de 100 ans, la brasserie est une entreprise familiale. Cela ne change que lorsque Peter Frankenheim (1947-2013), représentant de la quatrième génération, vend la majorité des actions à Warsteiner.
En 1991, la brasserie est transférée à Neuss-Holzheim, lorsque la croissance de l'entreprise familiale rend nécessaire une augmentation de la capacité, ce qui n'est plus possible à Düsseldorf. Il y a aussi un restaurant juste sur le site de la brasserie, qui attire un grand nombre de visiteurs, en particulier pendant les périodes de carnaval et du Holzheimer Bürgerschützenfest.
Le 10 novembre 2008, Warsteiner annonce la fin du site de Neuss au journal Westdeutsche Zeitung. Frankenheim ferme sa brasserie à Neuss-Holzheim en mars 2009. L'Altbier est maintenant brassé uniquement à Warstein. Plus de 20 emplois sont supprimés. L’utilisation des capacités à Neuss n’était que de 23% dernièrement.

## Production
- Frankenheim Alt, une altbier avec une teneur en alcool de 4,8% vol.
- Frankenheim blond, Altbier Helles avec une teneur en alcool de 4,8% vol.
- Frankenheim blue, panaché composé à 60% d'Altbier et à 40% de cola, avec une teneur en alcool de 2,9% en volume.
- Frankenheim Grapefruit, panaché composé à 50% d'Altbier et 50% de pamplemousse avec une teneur en alcool de 2,5% vol.